# Harmen Thieden Ament
Harmen Thieden Ament (Amsterdam, 1 december 1768 – Sneek, 5 februari 1839) was een Nederlands patriot. Hij stond hierbinnen bekend als radicaal gezind. Hij is bekend vanwege zijn geschrift over de Hollandse bewegingen tussen 1786 en 1787.
Hij was de zoon van Michiel Ament en Margaretha Elizabeth Thieden, beiden afkomstig uit Oost-Friesland. Hij volgde onderwijs aan de Franse kostschool in Muiden en vanaf 1781 was hij leerling van de Latijnse School van Zutphen. In 1783 werd hij leerling-apotheker.
Als patriot was hij betrokken bij de verdediging van Hattem. Op aandringen van zijn vader kwam hij terug naar Amsterdam, maar ook hier bleef hij fanatiek patriot. Hij deed mee aan de verdediging tegen de komst van de Pruisen in 1787. Hier moest hij vluchten naar Sint-Omaars en belandde even later in Friesland.
In 1791 pakte hij het apothekerschap op en begon hij als zelfstandig apotheker in Sneek. Hier was hij lid van het Comité van Waakzaamheid van de Bataafse Republiek. Ook was hij volksvertegenwoordiger en secretaris van de gemeente Oostdongeradeel. In 1802 werd hij notaris op Ameland en vanaf 1812 vervulde hij dit ambt in Dokkum. Hierna werd hij commies in Amsterdam en in 1828 werd hij ontvanger van de belastingen in Friesland.
Hij was getrouwd met Tjittje Jans Stoker (1766 - 1793, huwelijk te Sneek in 1792). In 1799 trouwde hij opnieuw, te Metslawier, nu met Sjoukje Gongrijp (1775 - 1809).
- Biografisch Portaal: 00496458
- Digitale Bibliotheek voor de Nederlandse Letteren: amen001
- International Standard Name Identifier: 0000 0003 8822 3630
- Nederlandse Thesaurus van Auteursnamen: 327270543
- Parlement.com: vg09lltyx4ys
- Virtual International Authority File: 281348846
- WorldCat: E39PBJwxHMP6dQ3rck9FTQFMyd